# Ministri dei trasporti del Regno d'Italia
I ministri dei trasporti del Regno d'Italia si sono avvicendati dal 1916 al 1920 e dal 1944 al 1946.
| Ministro                                        | Foto                             | Mandato                           | Governo                          | Legislatura                        |
| ----------------------------------------------- | -------------------------------- | --------------------------------- | -------------------------------- | ---------------------------------- |
| Ministro per i Trasporti Marittimi e Ferroviari |                                  |                                   |                                  |                                    |
| Enrico Arlotta                                  |                                  | 18 giugno 1916 - 22 aprile 1917   | Governo Boselli                  | Legislatura XXIV                   |
| Ivanoe Bonomi                                   |                                  | 22 aprile 1917 - 15 giugno 1917   | Governo Boselli                  | Legislatura XXIV                   |
| Riccardo Bianchi                                |                                  | 15 giugno 1917 - 30 ottobre 1917  | Governo Boselli                  | Legislatura XXIV                   |
| Riccardo Bianchi                                | 30 ottobre 1917 - 14 maggio 1918 | Governo Orlando                   | Legislatura XXIV                 |                                    |
| Giovanni Villa                                  |                                  | Governo Orlando                   | 14 maggio 1918 - 17 gennaio 1919 | Legislatura XXIV                   |
| Giuseppe De Nava                                |                                  | Governo Orlando                   | 17 gennaio 1919 - 23 giugno 1919 | Legislatura XXIV                   |
| Roberto De Vito (Partito Radicale Storico)      |                                  | 23 giugno 1919 - 14 marzo 1920    | Governo Nitti I                  | Legislatura XXIV                   |
| Giuseppe De Nava                                |                                  | 14 marzo 1920 - 21 maggio 1920    | Governo Nitti I                  | Legislatura XXIV                   |
| Accorpato col Ministero per i Lavori Pubblici.  |                                  |                                   |                                  |                                    |
| Ministro dei Trasporti                          |                                  |                                   |                                  |                                    |
| Francesco Cerabona (PDL)                        |                                  | 12 dicembre 1944 - 19 giugno 1945 | Governo Bonomi III               | Periodo costituzionale transitorio |
| Ugo La Malfa (PdA)                              |                                  | 21 giugno 1945 - 8 dicembre 1945  | Governo Parri                    | Periodo costituzionale transitorio |
| Riccardo Lombardi (PdA)                         |                                  | 10 dicembre 1945 - 1º luglio 1946 | Governo De Gasperi I             | Periodo costituzionale transitorio |